# Parevia metachryseis
Parevia metachryseis là một loài bướm đêm thuộc phân họ Arctiinae, họ Erebidae.